# خون‌آشام (فیلم ۲۰۱۱)
خون‌آشام (انگلیسی: Vampire (2011 film)) فیلمی در ژانر ترسناک است که در سال ۲۰۱۱ منتشر شد.